# 広島市立大手町商業高等学校
広島市立大手町商業高等学校（ひろしましりつおおてまちしょうぎょうこうとうがっこう）は、かつて広島県広島市中区大手町にあった、公立商業高等学校。

## 概要
全国的にも珍しい定時制の単独高校で単位制による教育を行っていた。略称は大手商（おおてしょう）。学制改革による、編入や分離があり、数々の移転を繰り返した。最も長い歴史を刻んだのが、閉校時の大手町であった。校歌は広島市立基町高等学校時代に制定されたもので、大手町の風景と異なる歌詞である。

旧校舎は大手町で長年利用された校舎で、大手町中学校時代に建てられたもの（大手町中学校はその後移転し吉島中学校に改称）。広島市立広島特別支援学校（旧広島市立広島養護学校）と壁で仕切られ校舎を共用していた時代もある（広島市立広島特別支援学校もその後移転した）。

2013年には昼間部が設置され、昼の部と夜の部それぞれ授業を行う高校となった。

その後、2014年に広島県と広島市の教育委員会が「新しいタイプの高等学校整備に係る基本構想」を発表した。大手町商業と広島県立広島国泰寺高等学校、広島県立広島観音高等学校、広島県立海田高等学校、広島市立広島工業高等学校の定時制課程、広島県立西高等学校（通信制課程）を廃止の上、新たな高等学校を新設するという内容であった。校地は大手町商業高校の敷地とする方針を固めた。

2015年、広島県と広島市が基本協定書を締結し、2018年に敷地内に広島市立広島みらい創生高等学校が創立した。グラウンドがあった場所に新校舎の建設が開始された。新校舎が完成後に旧校舎は解体され、旧校舎跡地にグラウンドが整備された。

2017年度より入学者の募集を停止、2021年に閉校した。前身の高校・課程含め創立102年であった。

## 目指す学校像（ビジョン）
- 生徒が学習意欲を持って生きる力を伸ばせる学校
- 生徒が互いに認め合い、支え合う学校
- 教職員が生徒の意欲を引き出し、チャレンジさせる学校
- 各種検定試験に挑戦し、互いに高め合う学校
- 地域社会に開かれた生涯学習の機会を提供できる学校
- 学校の様子が良くわかり地域に信頼される学校
- 生徒・保護者・教職員が一体となり信頼しあう学校

## 沿革

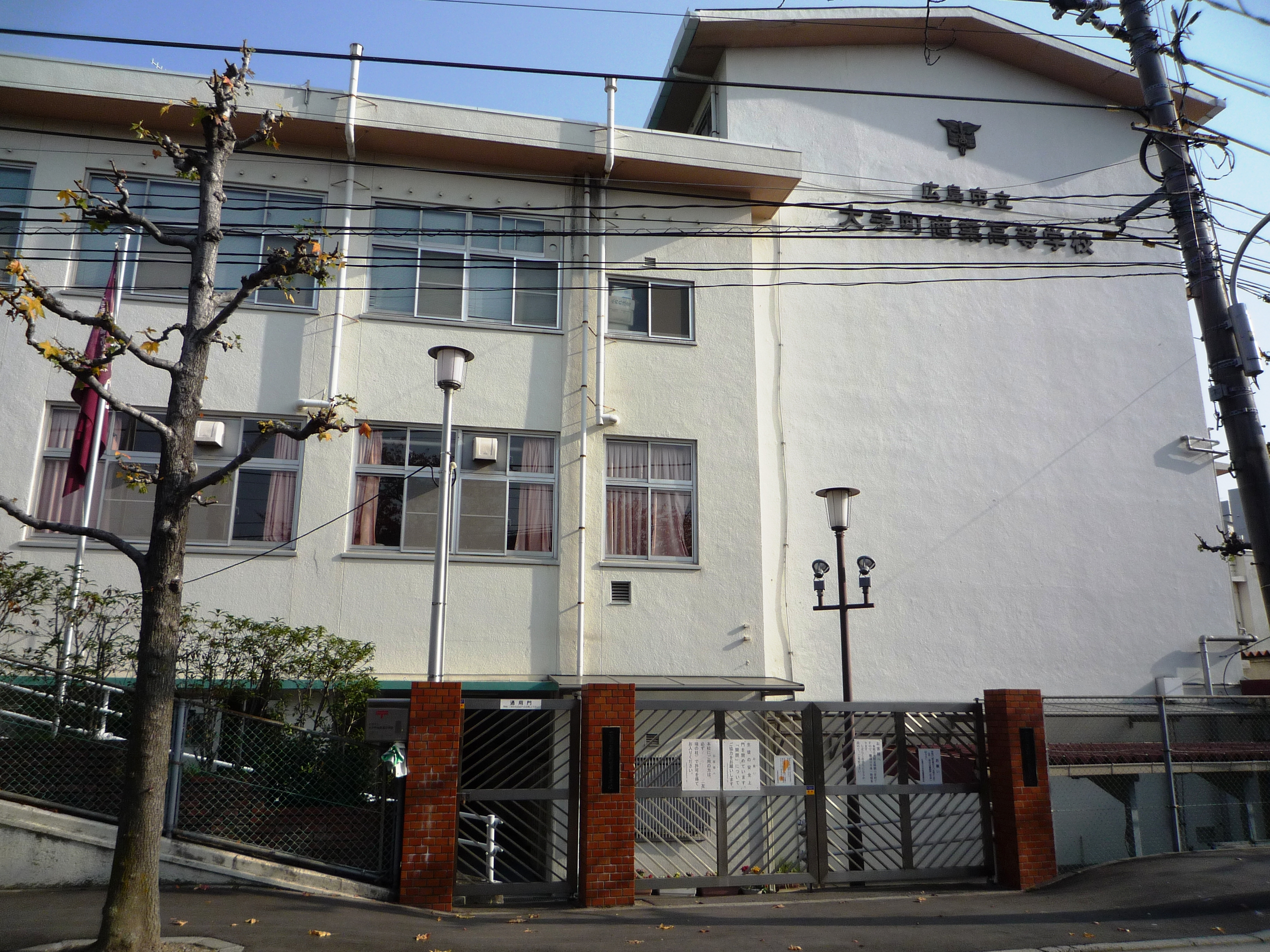
旧校舎

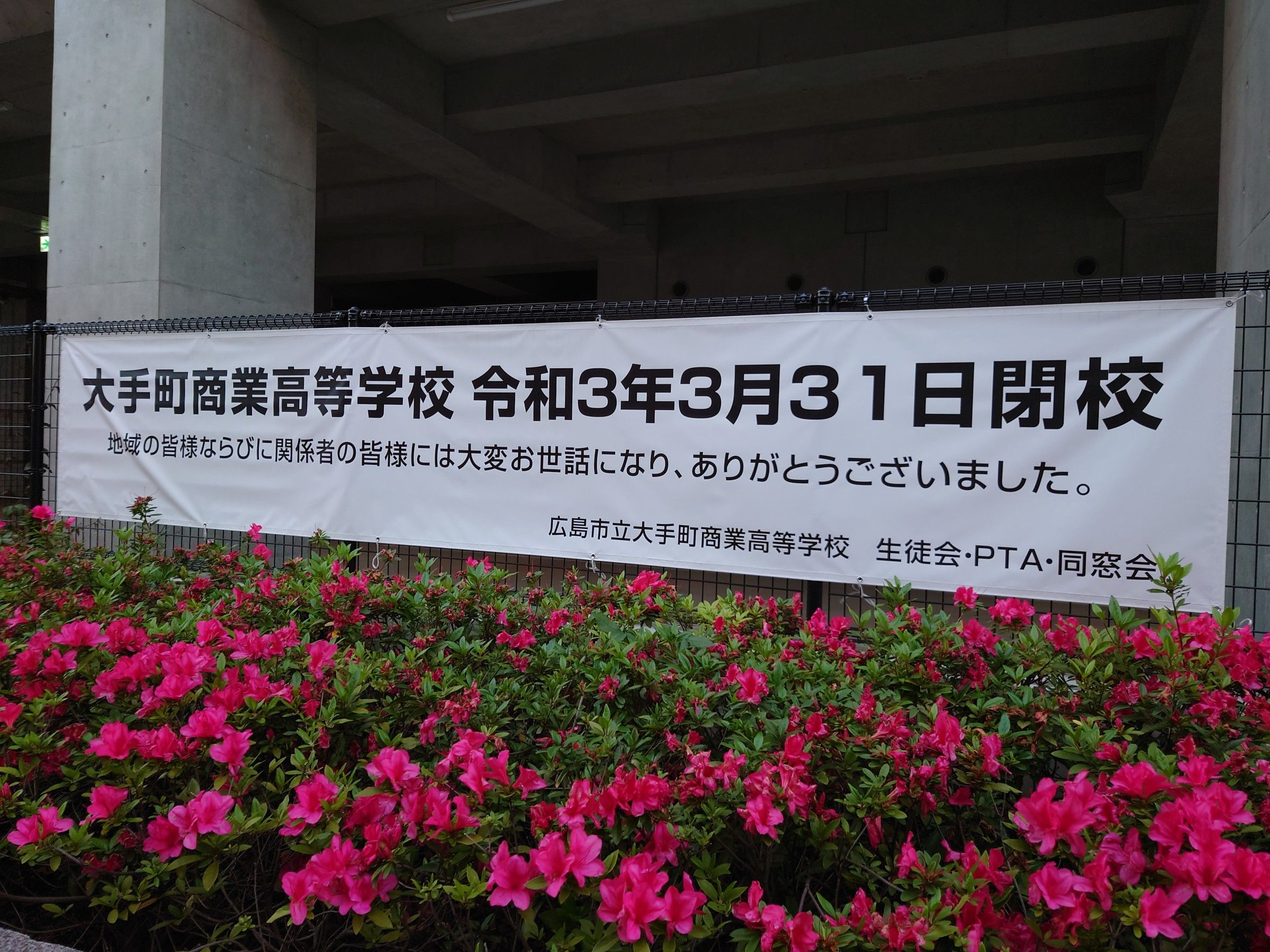
閉校を知らせる横断幕

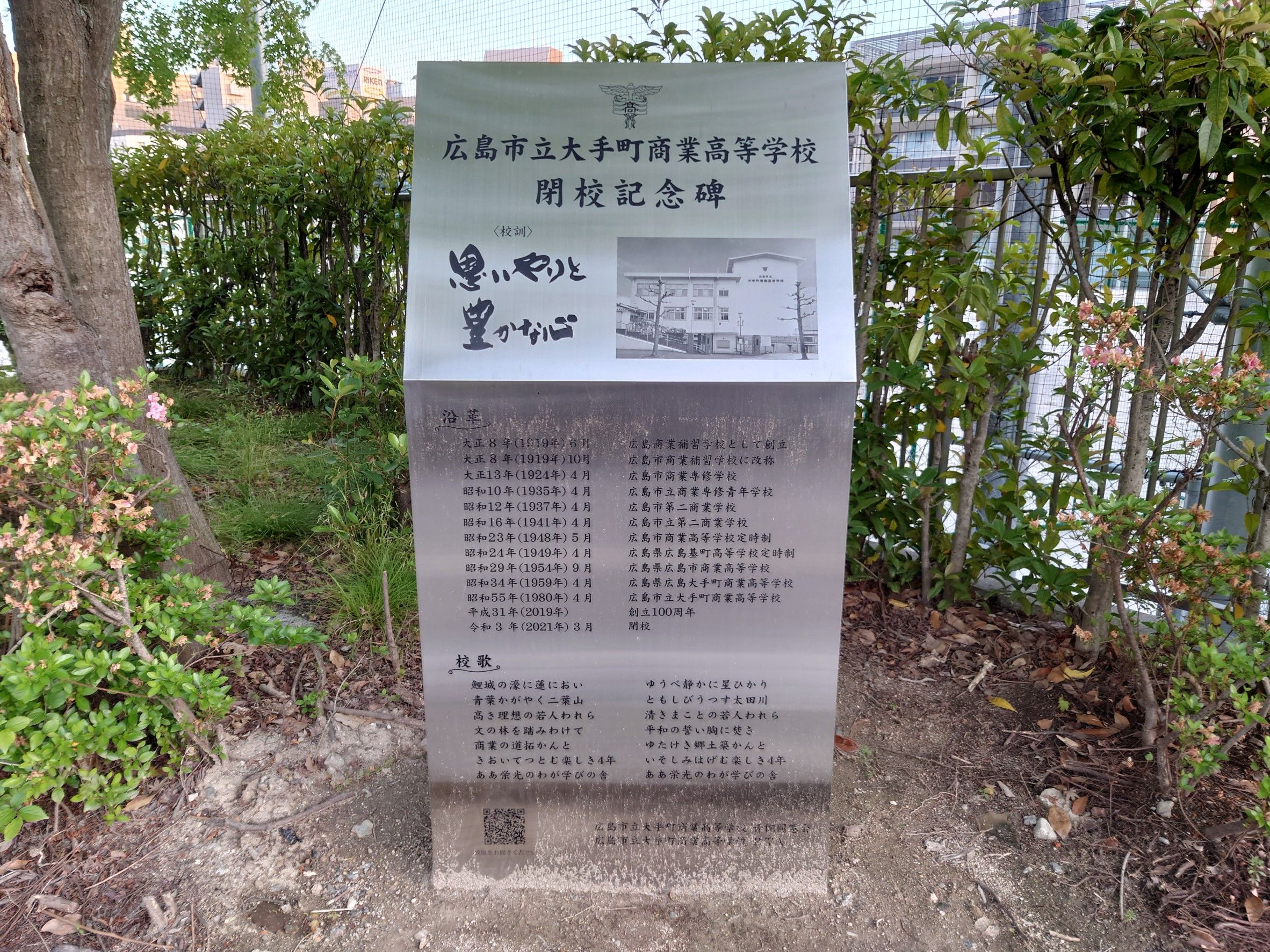
閉校記念碑

- 1919年（大正8年）6月1日 - 広島市商業補習学校として創設される。(広島で唯一の夜間商業教育機関）
- 1924年（大正13年）4月1日 - 広島市商業専修学校と改称される。
- 1935年（昭和10年）3月31日 - 広島市立商業専修青年学校と改称される。
- 1937年（昭和12年）3月31日 - 広島市第二商業学校と改称される。
- 1941年（昭和16年）3月31日 - 広島市立第二商業学校と改称される。
- 1948年（昭和23年）5月3日 - 学制改革により、広島市商と合併、広島市商業高等学校定時制に改変。
- 1949年（昭和24年）4月30日 - 高校再編成により、広島県広島基町高等学校定時制に改変。
- 1954年（昭和29年）9月1日 - 広島県広島基町高等学校より分離し、広島県広島市商業高等学校として設置される。「全国的にも数少ない独立の夜間商業学校」
- 1959年（昭和34年）4月1日 - 全日制課程を広島市仁保の新校舎に分離し、大手町に存置された定時制課程を広島県広島大手町商業高等学校とする。
- 1968年（昭和43年）3月31日 - 商業科特別教室、家庭教室、礼法室等の改修及び運動場の照明の増設。
- 1970年（昭和45年）9月 - 全国定時制高等学校珠算競技大会珠算部優勝。
- 1980年（昭和55年）4月1日 - 設置者である広島市の政令指定都市移行に伴い広島市立大手町商業高等学校と改称される。
- 1995年（平成7年）4月1日 - 大学入学資格検定併用による3年卒業が認可される。
- 1998年（平成10年）2月 - 技能審査、実務代替による単位認定の導入。
- 1998年（平成10年）4月 - 聴講生制度を導入。
- 1999年（平成10年）11月 - 創立80周年記念式典挙行。
- 2001年（平成13年）4月 - 次世代ＩＴ事業により、校内LAN等が整備され、インターネット接続開始。
- 2002年（平成14年）4月 - 単位制高校に移行する。
- 2009年（平成21年）11月 - 創立90周年記念式典挙行。
- 2013年（平成25年）4月 - 学年から昼間部過程がスタート。従来からの夜間部に加え二部体制となる。
- 2017年（平成29年） - 2020年度末の閉校に向け、当年度より入学者の募集を停止。
- 2018年（平成30年） - 新校舎竣工。
- 2018年（平成30年）4月 - 敷地内に広島市立広島みらい創生高等学校が創立。
- 2019年（令和元年）11月 - 創立100周年記念式典挙行。
- 2021年（令和3年）3月1日 - 最後の卒業式並びに閉校式挙行。
- 2021年（令和3年）3月31日 - この日をもって閉校。創立102年の歴史に幕を下ろした。

## 教育方針

### 校訓
思いやりと豊かな心 

### 教育目標 （ミッション）
ビジネス教育を通じて社会に貢献できる心豊かな人間を形成する。
- 学習と勤労に心がけ、意欲的に取り組む姿勢を育てる。
- 自主性と自立性をもった社会的資質を育む。
- 優しさと思いやりの心を大切にする。

### 学校要覧
- 大手町商業は単位制の高校なので自分らしく未来をプロデュースできます
卒業に必要な単位は、国語総合、ビジネス基礎、課題研究などの決められた科目(必履修科目と商業科に関する科目)を含む74単位以上です。自分の目標や進路に応じて、多様な科目の中から自主的に選択して学習していきます。
- 単独の定時制高校だから自分のペースで勉強できます　
時間的に余裕がありますから、早めの登校して課題を仕上げたり、個別指導を受けることができます。また、放課後にはクラブ活動や補習などの取り組みもあります。
- 人間関係や心のふれあいを大切にします。
小・中学校時代に不登校を経験した生徒たちが多いものの、お互い気持を大切にしながら落ち着いた学校生活を営んでします　クラスマッチや大手祭の楽しい行事を通じて、充実した学校生活を営むことができます。クラブ活動も盛んで、多くの部が全国大会への出場を果たしています。
- 商業科の学習を通して、新しい展望を拓きます
商業科目の学習は全員スタートが同じです、検定資格の取得は、進路決定に大変役に立ちます。

### 部活動
- 文芸部（音楽班、ダンス同好会、漫画同好会）
- 陸上部
- 卓球部
- バドミントン部